# Station Tours
Station Tours is het centraal station van de stad Tours in de Frankrijk. Het is een kopstation waar bijna alle treinen hun eindbestemming of startstation hebben. Doorgaande treinen en TGV's stoppen doorgaans in het vlakbijgelegen station Saint-Pierre-des-Corps, die bereikbaar is met pendeltreinen en andere treinen vanuit Tours.